# Pedro Lascuráin Paredes

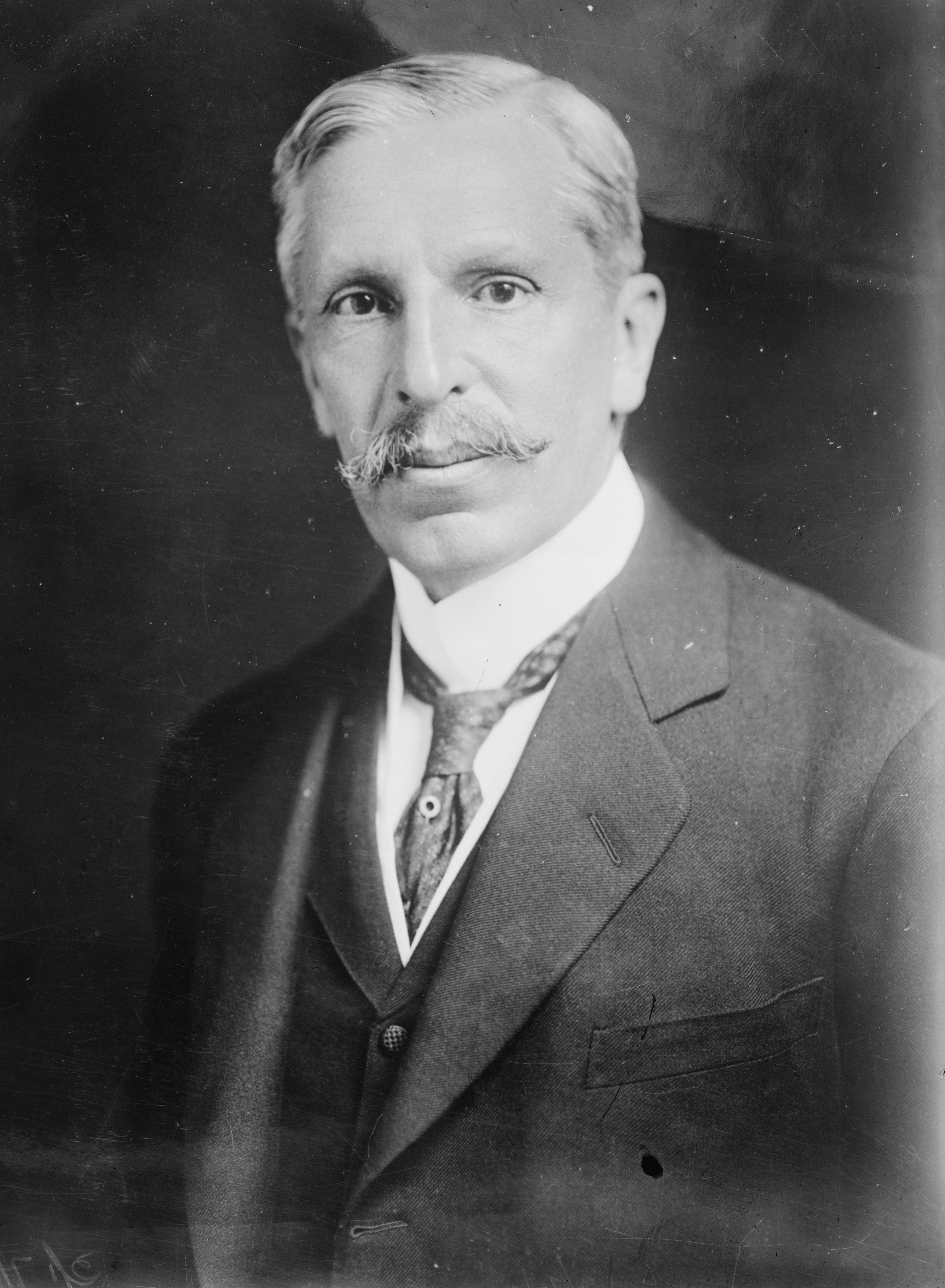
Pedro Lascuráin Paredes

Pedro José Domingo de la Calzada Manuel María Lascuráin Paredes (* 8. Mai 1856 in Mexiko-Stadt; † 21. Juli 1952 ebenda) war mit einer Amtszeit von unter einer Stunde sowohl in Mexiko als auch weltweit der am kürzesten amtierende Staatspräsident.
Pedro Lascuráin war Außenminister im Kabinett von Francisco Madero. Am 18. Februar 1913 stürzte General Victoriano Huerta den Präsidenten Madero. Während Madero im Nationalpalast gefangen gehalten wurde, war Lascuráin einer derjenigen, die den noch amtierenden Präsidenten dazu drängten, abzudanken, um sein Leben zu retten; Madero wurde dennoch ermordet.

## Präsidentschaft
Um dem Staatsstreich den Anschein von Rechtmäßigkeit zu geben, ließ Huerta Lascuráin die Präsidentschaft übernehmen. Dieser war nach dem Vizepräsidenten José María Pino Suárez und dem Justizminister nach der Verfassung von Mexiko von 1857 der dritte in der Reihe, doch die anderen beiden wurden von Huerta ebenso ausgebootet.
Nachdem Lascuráin das Amt übernommen hatte, ernannte er Huerta zu seinem Innenminister, der somit als vierter in der Reihe der Präsidentschaft stand. Gleich anschließend legte Lascuráin sein Amt nieder und übergab die Geschäfte an Huerta, der noch in der Nacht den Kongress einberief, welcher unter den Waffen von Huertas Truppen dessen Machtübernahme billigte.
Wenige Tage später wurden Madero und Suárez getötet. Als la decena trágica („die tragischen zehn Tage“) gingen diese Ereignisse in die Geschichte ein.
Lascuráin war damit für weniger als eine Stunde Präsident (Quellen variieren zwischen 15 und 55 Minuten). Ihm wurde von Huerta ein Posten im Kabinett angeboten, den Lascuráin ablehnte. Er zog sich aus der Politik zurück und praktizierte wieder als Anwalt.